# Wieczny pokój
Wieczny pokój (tyt. oryg. Forever Peace) – powieść science fiction amerykańskiego pisarza Joego Haldemana, wydana w 1997 r. Polską edycję wydało wydawnictwo Zysk i S-ka w 2000 r. Powieść została nagrodzona Nebulą, Hugo i Nagrodą Campbella w 1998 r.
Powieść, silnie przesiąknięta ideami pacyfizmu, stanowi specyficzną trylogię z powieściami Wieczna wojna i Wieczna wolność, choć występują tu inni bohaterowie.

## Fabuła
Akcja rozgrywa się w 2043 r. Julian Class jest doktorem fizyki, ale przede wszystkim żołnierzem. Bierze udział w wojnie z partyzantami, operując zdalnie niemal niezniszczalną machiną bojową, zwaną „żołnierzykiem”, na terenach oddalonych o setki kilometrów od miejsca służby. Po przypadkowym zabiciu niewinnego chłopca próbuje popełnić samobójstwo. Usunięty ze służby podejmuje współpracę ze swoją partnerką, również fizykiem. Amelia oraz jej kolega po fachu, kosmolog Peter, analizując przeprowadzany właśnie na orbicie Jowisza eksperyment naukowy, dochodzą do przerażających wniosków. Jeśli prace nie zostaną wkrótce przerwane, warunki stworzone podczas eksperymentu doprowadzą do zagłady Wszechświata. Dzielą się tym z przyjaciółmi naukowcami, bojąc się o swoją przyszłość. Wtedy dowiadują się, że jest sposób na zmianę mentalności, nie tylko krwiożerczych polityków, ale wszystkich, nawet najbardziej agresywnych i socjopatycznych osób – długotrwałe podłączenie grupy osób do urządzenia, pozwalającego na totalną wymianę myśli i uczuć. Takie, jakich używają operatorzy „żołnierzyków”. Grupa zresocjalizowanych dwudziestu byłych morderców jest tego najlepszym dowodem. Naukowcy, wraz z dwudziestką, zawiązują spisek, mający na celu wyeliminowanie agresji z rodzaju ludzkiego. Muszą walczyć nie tylko z wojskowymi militarystami, ale z sektą morderczych „enderów”, chcącą doprowadzić do końca świata.